# ويكيبيديا اللادينية
ويكيبيديا اللادينية (اللادينية:Wikipedia per ladin) هي النسخة اللادينية من موسوعة ويكيبيديا. بدأت في أغسطس 2020.
لا ينبغي الخلط بين ويكيبيديا اللادينية وويكيبيديا اللادينو (اسم آخر ويكيبيديا الإسبانية اليهودية).

## الإحصائيات
| عدد المستخدمين المسجلين | عدد المستخدمين النشيطين | عدد المقالات | صفحات المحتوى | عدد التعديلات | عدد الملفات المرفوعة | عدد الإداريين |
| ----------------------- | ----------------------- | ------------ | ------------- | ------------- | -------------------- | ------------- |
| 9٬421                   | 42                      | 180٬780      | 187٬709       | 241٬739       | 4                    | 3             |

## التاريخ
بدأت ويكيبيديا اللادينية كمشروع على حاضنة ويكيميديا في عام 2005. نظرًا لوجود العديد من لهجات اللادينية والانتشار الضعيف في استخدام اللادينية القياسية، فقد استغرق الأمر وقتًا طويلاً ليصبح مشروعًا نهائيًا، حوالي 15 سنوات من إنشاء المشروع و3 سنوات من بداية مشاركة المؤسسات.